# Arthurdendyus triangulatus
La planaria terrestre de Nueva Zelanda (Arthurdendyus triangulatus) es una especie de turbelario tricládido nativa de Nueva Zelanda. Su tamaño oscila entre 5 mm y 17 cm. La superficie ventral es de color pálido y la dorsal es marrón oscuro. Los individuos jóvenes pueden ser de blancos a anaranjado pálido.
Durante el día pueden encontrarse refugiadas bajo objetos diversos en contacto con el suelo o enterradas cazando lombrices.
Se reproducen mediante cápsulas llenas de huevos, de unos 8 mm de longitud. Las cápsula son brillantes, flexibles y rojizas, pero se oscurecen en unos días. Después de un período de incubación desconocido eclosionan muchas pequeñas planarias, pálidas y delicadas.
Es una especie invasora en Europa. Se alimenta casi exclusivamente de lombrices de tierra, lo cual degrada la calidad del suelo. Sólo son depredadas por sapos y larvas de coleópteros.
Han sido citadas de Inglaterra, Escocia, Irlanda del Norte e Islas Feroe. Pudieron llegar a principio de los años 60 y se encontraron por primera vez en Belfast en 1963. Esta planaria puede transportarse con facilidad de manera accidental en macetas, tanto en estado adulto como en forma de huevo. Acostumbra a ser más común en garden centers y pudieron llegar con el comercio de plantas exóticas.